# Sybistroma neixianganus
Sybistroma neixianganus är en tvåvingeart som först beskrevs av Yang 1999.  Sybistroma neixianganus ingår i släktet Sybistroma och familjen styltflugor.
Artens utbredningsområde är Henan (Kina). Inga underarter finns listade i Catalogue of Life.